# Amos Bronson Alcott

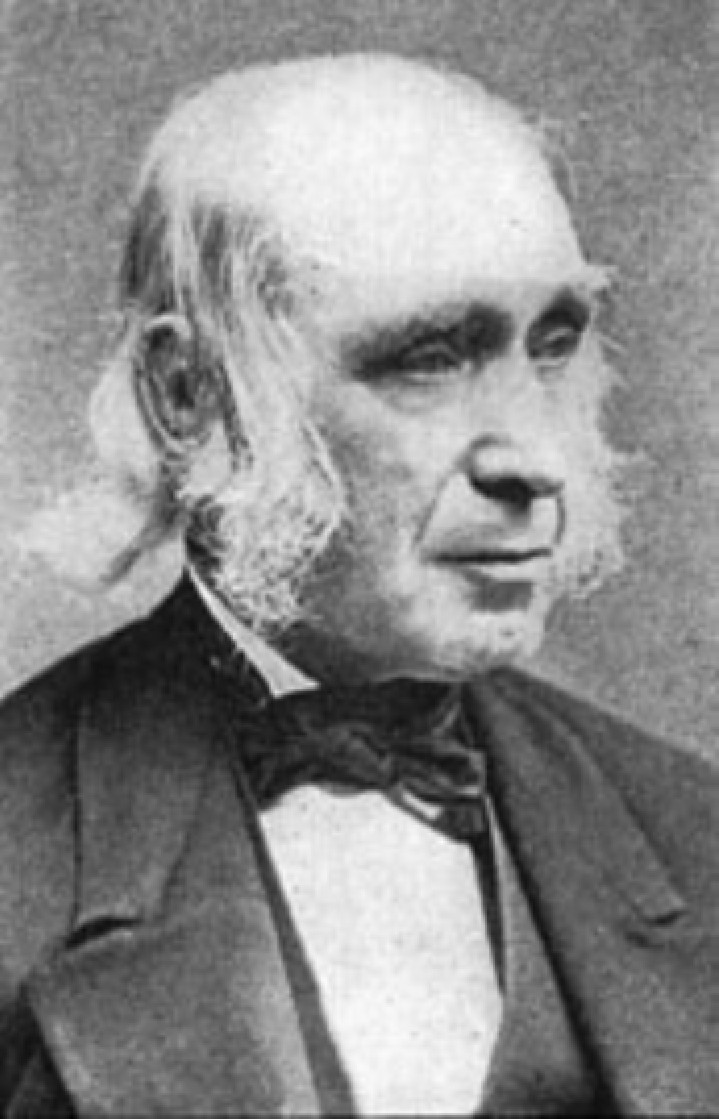
Amos Bronson Alcott

Amos Bronson Alcott (29 noiembrie 1799, Wolcott, Connecticut, SUA – 4 martie 1888, Concord, Massachusetts) a fost un profesor și scriitor american. Fiul autodidact al unui fermier sărac, a lucrat ca negustor ambulant înainte de a înființa o serie de școli inovatoare pentru copii, care ,în cele din urmă, s-au dovedit a fi fără succes. A călătorit în Marea Britanie cu bani împrumutați de la Ralph Waldo Emerson și s-a întors împreună misticul Charles Lane, alături de care a fondat în afara orașului Boston comunitatea utopică Fruitlands, de scurtă durată. Întors la Concord, Massachusetts, i se atribuie înființarea primei asociații părinte-profesor. În acea perioadă era director la diverse școli. Ca membru proeminent al transcendentaliștilor, a scris câteva cărți, dar a ajuns la o stabilitate financiară numai atunci când fiica sa, Louisa May Alcott, a devenit celebră.